# Jürgen Jürges
Jürgen Jürges (* 12. Dezember 1940 in Hannover) ist ein deutscher Kameramann.

## Leben
Jürgen Jürges absolvierte seine erste Ausbildung 1961 an einer Fotoschule in Berlin und arbeitete 1962/63 als Volontär bei Hansjürgen Pohlands art film g.m.b.h. In den 1960er Jahren wirkte er als Kameraassistent und einfacher Kameramann bei verschiedenen Produktionen mit, zum Beispiel Volker Schlöndorffs Mord und Totschlag (1966/67).
Seit den 1970er Jahren kooperierte er als Chefkameramann bei bedeutenden Produktionen des Neuen Deutschen Films mit Regisseuren wie Rainer Werner Fassbinder und Wim Wenders oder Roland Klick. Für seine distanzierte, semidokumentarische Darstellungstechnik wurde er mit zahlreichen Preisen ausgezeichnet.
Sein Archiv befindet sich im Archiv der Akademie der Künste in Berlin.
Jürgen Jürges war 2003 eines der Gründungsmitglieder der Deutschen Filmakademie.
Jürgen Jürges erhielt am 24. Juni 2022 den Ehrenpreis der Deutschen Filmakademie für sein Lebenswerk beim Deutschen Filmpreis 2022.

## Filmografie (Auswahl)
- 1966: Jörg Preda berichtet (Serie)
- 1970: Blondie’s Number One
- 1971: Johann Sebastian Bach – Die hohe Messe, in h-moll BWV 232
- 1971: Fußball wie noch nie
- 1971: Die Zelle
- 1971: Tatort: Kressin stoppt den Nordexpress (Fernsehreihe)
- 1972: Der Graf von Luxemburg
- 1973: Paganini (TV)
- 1973: Eine Nacht in Venedig
- 1973: Die Zärtlichkeit der Wölfe
- 1974: Angst essen Seele auf
- 1974: Fontane Effi Briest
- 1974: Output
- 1975: John Glückstadt
- 1975: Angst vor der Angst (Fernsehfilm)
- 1976: Satansbraten
- 1976: Paule Pauländer
- 1977: Grete Minde
- 1977: Die Angst ist ein zweiter Schatten
- 1977: Eierdiebe
- 1977: Halbe-Halbe
- 1978: Deutschland im Herbst
- 1978: Das andere Lächeln (Fernsehfilm)
- 1979: Zwei Frauen in der Oper
- 1979: Schluchtenflitzer
- 1979: Die letzten Jahre der Kindheit
- 1980: Deutschland, bleiche Mutter
- 1980: Mosch
- 1980: Die Kinder aus Nr. 67
- 1981: Christiane F. – Wir Kinder vom Bahnhof Zoo
- 1982: Kraftprobe
- 1982: Berliner Stadtbahnbilder
- 1983: Eisenhans
- 1983: White Star
- 1983: Die flambierte Frau
- 1984: Flußfahrt mit Huhn
- 1984: Morgen in Alabama
- 1984: Die Schwärmer
- 1985: Der Todesspringer
- 1985: Die Wupper
- 1985: Das Mißverständnis
- 1985: Zahn um Zahn
- 1986: Dann ist nichts mehr wie vorher
- 1986: Der Flieger
- 1987: Eisenerde – Kupferhimmel (Yer demir gök bakir)
- 1988: Die Venusfalle
- 1988: Der Sommer des Falken
- 1989: Schatten der Wüste
- 1989: Die Tänzerin (Maihime)
- 1990: Das Geheimnis des gelben Geparden
- 1992: Robert’s Movie
- 1992: Die wahre Geschichte von Männern und Frauen
- 1992: Abgetrieben
- 1992: Arisha, der Bär und der steinerne Ring
- 1992: Die ungewisse Lage des Paradieses
- 1993: Das letzte Siegel
- 1993: Le Brouillard
- 1993: Heilige Kühe (Episodenfilm Neues Deutschland)
- 1993: In weiter Ferne, so nah!
- 1995: Das zehnte Jahr
- 1995: Ask Ölümden Soguktur
- 1995: Die Gebrüder Skladanowsky
- 1996: Alle haben geschwiegen
- 1996: Mossane
- 1997: Sin Querer – Zeit der Flamingos (Sin querer)
- 1997: Funny Games
- 1997: Sawdust Tales
- 1998: Zita – Geschichten über Todsünden
- 1999: Schwestern
- 1999: Wege in die Nacht
- 1999: Der Schrei des Schmetterlings
- 1999: Seelenschmerz (Yara)
- 2000: Code: unbekannt (Code inconnu: Récit incomplet de divers voyages)
- 2000: Quiero ser
- 2000: Ternitz, Tennessee
- 2001: Malunde
- 2001: O da Beni Seviyor - Sommerliebe (O da Beni Seviyor)
- 2002: Ghettokids – Brüder ohne Heimat
- 2003: Angst isst Seele auf (Kurzfilm)
- 2003: Wolfzeit (Le temps du loup)
- 2004: Der Schwimmer
- 2004: Hurensohn
- 2004: Andiamo!
- 2004: Schatten der Zeit
- 2005: Ballero
- 2005: Nimm dir dein Leben
- 2005: Vom Suchen und Finden der Liebe
- 2006: Vier Fenster
- 2006: Rotes Holz
- 2006: Hayatimin kadinisin
- 2006: Maries Lächeln
- 2006: Eduart
- 2007: Ohne einander
- 2008: Geliebte Clara
- 2009: Deutschland 09
- 2009: John Rabe
- 2015: Ich und Kaminski
- 2015: Im Spinnwebhaus
- 2016: Auf Augenhöhe
- 2017: Tatort: Am Ende geht man nackt
- 2017: Das Milan-Protokoll
- 2020: DAU. Natasha
- 2022: Strafe (1 Episode)
- 2022: Das Seehaus

## Auszeichnungen
- 1980: Filmband in Gold für Die letzten Jahre der Kindheit und Die Kinder aus Nr. 67
- 1986: Deutscher Kamerapreis für Die Wupper
- 1988: Deutscher Kamerapreis für Yer demir gök bakir
- 1989: Bayerischer Filmpreis für seine Verdienste um das junge deutsche Kino
- 1994: Filmband in Gold für In weiter Ferne, so nah
- 1998: Filmfestival Ankara Award  für Sawdust Tales
- 1998: Deutscher Kamerapreis für Sin Querer
- 1999: Alexandria Kamerapreis für Yara
- 2000: Deutscher Filmpreis in Gold für  Wege in die Nacht
- 2001: Adolf-Grimme-Preis für Wege in die Nacht
- 2002: Deutscher Kamerapreis: Ernennung zum Ehrenkameramann
- 2005: Bayerischer Filmpreis für Schatten der Zeit
- 2006: Deutscher Filmpreis für Schatten der Zeit
- 2009: Nominierung für den Deutschen Filmpreis für John Rabe[2]
- 2016: Marburger Kamerapreis für sein Lebenswerk
- 2017: Ehrenpreis auf dem Filmfestival Türkei/Deutschland
- 2020: Silberner Bär – Herausragende künstlerische Leistung der 70. Berlinale für DAU. Natasha[3]
- 2022: Ehrenpreis des Deutschen Filmpreises[4]